# トレオン酸
トレオン酸（threonic acid）は、トレオースから誘導された糖酸（アルドン酸）である。L体はアスコルビン酸（ビタミンC）の代謝生成物である。